# Nokia 6650
Nokia 6650 е модел мобилни телефони на компанията Нокия от 2002 г., първият в света 3G телефон, поддържащ W-CDMA в обхват 2100 MHz. 1900 MHz версия, известна като от 6651 е, пусната на пазара в Северна Америка малко по-късно.
С външен вид, много подобен на този на Nokia 6100, но с по-голям екран и външна антена, 6650 използва платформата на Nokia Series 40, и е оборудван с VGA камера и поддръжка на приложения за Java ME.